# Rallus aequatorialis
Rallus aequatorialis (лат.) — вид птиц из семейства пастушковых. Выделяют два подвида.

## Таксономия
Многими специалистами и организациями, включая Американское орнитологическое общество, данный таксон считается подвидом Rallus limicola.

## Распространение
Обитают в Южной Америке, от юго-западной части Колумбии до юго-западной части Перу, в том числе на территории Эквадора, в честь которого (либо в честь экватора) присвоено видовое название. Естественная среда обитания вида — субтропические или тропические высокогорные луга, пресноводные озера и пресноводные болота.